# Finále Grand Prix IAAF 1989
5. Finále Grand Prix IAAF – lehkoatletický závod, který se odehrál 1. září roku 1989 v Monte Carlu na stadionu Stade Louis II.

## Výsledky

### Muži
| Disciplína     | 1. místo                     | Výkon    | 2. místo           | Výkon    | 3. místo           | Výkon    |
| Běh na 200 m   | Daniel Sangouma              | 20,23    | Robson da Silva    | 20,24    | Stefano Tilli      | 20,48    |
| Běh na 400 m   | Danny Everett                | 44,59    | Butch Reynolds     | 45,06    | Gabriel Tiacoh     | 45,13    |
| Běh na 1500 m  | Abdi Bile                    | 3:39,56  | Wilfred Kirochi    | 3:40,02  | Hervé Phélippeau   | 3:40,25  |
| Běh na 5000 m  | Saïd Aouita                  | 13:06,36 | Arturo Barrios     | 13:21,37 | Sydney Maree       | 13:21,62 |
| 110 m překážek | Tonie Campbell Colin Jackson | 13,22    |                    |          | Roger Kingdom      | 13,24    |
| Skok o tyči    | Radion Gataullin             | 5,70 m   | Philippe Collet    | 5,70 m   | Earl Bell          | 5,70 m   |
| Skok daleký    | Larry Myricks                | 8,54 m   | Yusuf Alli         | 8,22 m   | Mike Conley        | 8,12 m   |
| Hod diskem     | Jürgen Schult                | 67,48 m  | Wolfgang Schmidt   | 66,42 m  | Luis Delís         | 64,44 m  |
| Hod oštěpem    | Steve Backley                | 84,76 m  | Kazuhiro Mizoguchi | 83,06 m  | Sigurdur Einarsson | 82,82 m  |

### Ženy
| Disciplína     | 1. místo                    | Výkon   | 2. místo             | Výkon   | 3. místo           | Výkon   |
| Běh na 100 m   | Merlene Otteyová            | 11,04   | Pauline Davisová     | 11,25   | Sheila Echols      | 11,37   |
| Běh na 800 m   | Ana Fidelia Quirotová       | 1:59,02 | Christine Wachtelová | 1:59,84 | Diane Edwards      | 2:00,83 |
| Běh na 1 míli  | Paula Ivanová               | 4:24,96 | Světlana Kitovová    | 4:25,52 | Doina Melinteová   | 4:25,56 |
| Běh na 3000 m  | Yvonne Murrayová            | 9:02,58 | Elly van Hulstová    | 9:03,76 | PattiSue Plumer    | 9:04,00 |
| 400 m překážek | Sandra Farmerová-Patricková | 54,60   | Anita Protti         | 54,71   | Sally Gunnellová   | 54,96   |
| Skok vysoký    | Silvia Costaová             | 1,98 m  | Jan Wohlschlag       | 1,95 m  | Heike Henkelová    | 1,95 m  |
| Skok daleký    | Galina Čisťakovová          | 6,84 m  | Helga Radtkeová      | 6,79 m  | Valy Ionescu       | 6,73 m  |
| Vrh koulí      | Natalja Lisovská            | 20,03 m | Grit Hammer          | 19,32 m | Stephanie Storpová | 19,07 m |